# Prolysiopetalum scabratum
Prolysiopetalum scabratum är en mångfotingart som först beskrevs av Ludwig Carl Christian Koch 1867.  Prolysiopetalum scabratum ingår i släktet Prolysiopetalum och familjen Schizopetalidae. Utöver nominatformen finns också underarten P. s. achaicum.